# リチャード・ヒーリー＝ハッチンソン (初代ドナウモア伯爵)
初代ドナウモア伯爵リチャード・ヒーリー＝ハッチンソン（英語: Richard Hely-Hutchinson, 1st Earl of Donoughmore PC PC (Ire) FSA, 1756年1月29日 - 1825年8月22日）は、アイルランド及びイギリスの貴族、政治家。

## 経歴
1756年1月29日、ジョン・ヒーリー＝ハッチンソンとその妻で後に初代ドナウモア女男爵となるクリスティアナ・ヒーリー＝ハッチンソンの間の長男として生まれる。イートン・カレッジで教育を受けた後、1772年にオックスフォード大学モードリン・カレッジに入学、1775年にダブリン大学トリニティ・カレッジでB.A.の学位を修得、1780年にM.A.の学位を修得した。
1776年にダブリン大学選挙区とスライゴ・バラ選挙区から選出されてアイルランド庶民院の議員となる。1783年から1788年にかけてはタモン選挙区から選出される。1788年6月24日に母の死により第2代ドナウモア男爵位を継承、1789年2月5日にドナウモア男爵としてアイルランド貴族院議員に就任した。1789年から1813年までフリーメイソンのアイルランド・グランドロッジのグランドマスターを務める。1796年10月26日、アイルランド枢密院の枢密顧問官に任命された。
1797年11月20日にアイルランド貴族爵位「ティペラリー県におけるノックロフティのドナウモア子爵(Viscount Donoughmore, of Knocklofty in the County of Tipperary)」に叙せられ、1798年2月23日にドナウモア子爵としてアイルランド貴族院議員に就任した。さらに1800年12月31日にはアイルランド貴族爵位「ノックロフティのドナウモア伯爵(Earl of Donoughmore of Knocklofty)」に叙される。いずれの爵位も母の男子全員に特別継承権を認めていた。
1801年にグレートブリテン及びアイルランド連合王国が成立すると、アイルランド貴族代表議員に選出され、1825年に死去するまで務めた。1806年5月7日、連合王国枢密院の枢密顧問官に任命された。同年6月12日にロンドン考古協会フェローに選出された。同1806年から1807年までアイルランド郵政長官の1人を務めた。1821年戴冠式記念叙勲において、1821年7月14日に連合王国貴族爵位「ティペラリー県におけるノックロフティのハッチンソン子爵(Viscount Hutchinson, of Knocklofty in the County of Tipperary)」に叙された。この爵位もアイルランド貴族爵位と同じ特別継承権が付された。
1825年8月22日に生涯未婚のままメリルボーンで死去、爵位は特別継承権の規定により弟のジョンが継承した。

## 爵位
- 1788年6月24日、第2代ティペラリー県におけるノックロフティのドナウモア男爵(1783年創設アイルランド貴族爵位)
- 1797年11月20日、初代ティペラリー県におけるノックロフティのドナウモア子爵(アイルランド貴族爵位)(母の息子全員への特別継承権付)
- 1800年12月31日、初代ノックロフティのドナウモア伯爵(アイルランド貴族爵位)(母の息子全員への特別継承権付)
- 1821年7月14日、初代ティペラリー県におけるノックロフティのハッチンソン子爵(連合王国貴族爵位)(母の息子全員への特別継承権付)[3]

## 関連図書
- Dunlop, Robert (1891). "Hely-Hutchinson, Richard" . In Stephen, Leslie; Lee, Sidney (eds.). Dictionary of National Biography (英語). Vol. 25. London: Smith, Elder & Co. p. 381.
- Thorne, Roland (3 January 2008) [23 September 2004]. "Hutchinson, Richard Hely-, first earl of Donoughmore". Oxford Dictionary of National Biography (英語) (online ed.). Oxford University Press. doi:10.1093/ref:odnb/12885。 (要購読、またはイギリス公立図書館への会員加入。)
- Hourican, Bridget (October 2009). "Hutchinson, Richard Hely-". In McGuire, James; Quinn, James (eds.). Dictionary of Irish Biography (英語). United Kingdom: Cambridge University Press. doi:10.3318/dib.004181.v1。